# Patronite

Logo Patronite

Patronite – serwis wspomagający pozyskiwanie finansowania przez twórców, założony w 2015 roku przez Tadeusza Chełkowskiego i Michała Krawczyka. Podstawową formą działalności portalu jest pomoc w zdobywaniu comiesięcznego wsparcia od osób indywidualnych i instytucji, a także udostępnianie narzędzi wspomagających tworzenie i zarządzanie grupami Patronów oraz biblioteki Patronite Commons – otwartego zbioru utworów dostępnego dla twórców Patronite.pl. Strona (a także współpracujący z nią twórcy) nazywają wspierających „patronami”. W 2024 na platformie zarejestrowanych jest ponad 12 tys Twórców.
Patronite poza pozyskiwaniem pieniędzy od patronów udostępnia również inne możliwości finansowania dla zarejestrowanych autorów – między innymi 150 tysięcy złotych od ZIPSEE Cyfrowa Polska oraz 30 tys. złotych z tytułu konkursu „Najlepiej Robić Swoje” organizowanego przez ING Bank Śląski. Portal został laureatem konkursu NE100.
18 sierpnia 2022 roku Wirtualna Polska zakupiła 40% udziałów w Patronite.pl. Obecnie (kwiecień 2023 roku) 50% udziałów posiadają założyciele (Chełkowski oraz Krawczyk).

## Najpopularniejsi autorzy na platformie
Kilkukrotnie dochodziło do zmian wśród najpopularniejszych pod kątem zbieranych kwot oraz liczby patronów kont na platformie Patronite – w latach 2016–2017 liderami byli Uwaga Naukowy Bełkot, Krzysztof Gonciarz oraz Grupa Filmowa Darwin. W następnych latach wśród najpopularniejszych kont pojawił się Tomasz Sekielski oraz kanał Langusta na palmie.
W kwietniu 2020 roku, kilka dni po rozpoczęciu zbiórki środków w serwisie Radio Nowy Świat osiągnęło największą wówczas kwotę miesięcznego wsparcia (wówczas ponad 400.000 zł miesięcznie). W maju 2021 roku stację wyprzedziło Radio 357. Od końca 2020 roku trzy najpopularniejsze profile na platformie to (w zmieniającej się kolejności) Radio 357, Radio Nowy Świat i Raport o stanie świata, wywodzące się z Programu Trzeciego Polskiego Radia.
| Lp. | pod względem liczby patronów                | pod względem liczby patronów | pod względem wsparcia miesięcznego (PLN) | pod względem wsparcia miesięcznego (PLN) |
| --- | ------------------------------------------- | ---------------------------- | ---------------------------------------- | ---------------------------------------- |
| 1   | Radio 357                                   | 48 710                       | Radio 357                                | 877 000                                  |
| 2   | Radio Nowy Świat                            | 33 970                       | Radio Nowy Świat                         | 708 000                                  |
| 3   | Dariusz Rosiak                              | 6 840                        | Dariusz Rosiak                           | 103 000                                  |
| 4   | Dział Zagraniczny                           | 3 000                        | Dolnośląski Inspektorat Ochrony Zwierząt | 79 000                                   |
| 5   | Dolnośląski Inspektorat Ochrony Zwierząt    | 2 670                        | Langusta na palmie                       | 61 000                                   |
| 6   | Langusta na palmie                          | 2 540                        | SciFun                                   | 52 000                                   |
| 7   | Baniak Baniaka                              | 1 940                        | Dział Zagraniczny                        | 44 000                                   |
| 8   | Studio Accantus                             | 1 790                        | Baniak Baniaka                           | 35 000                                   |
| 9   | Pal Hajs TV                                 | 1 320                        | Marcin Zieliński                         | 35 000                                   |
| 10  | Brzmienie Świata z lotu Drozda              | 1 290                        | Usłyszeć Na Czas                         | 29 000                                   |
| 11  | Dwóch Typów Podcast                         | 1 230                        | Pal Hajs TV                              | 28 000                                   |
| 12  | Sekielski Brothers Studio                   | 1 040                        | Cash                                     | 25 000                                   |
| 15  | SciFun                                      | 972                          | Virtual Dream – Piotr Łój                | 24 000                                   |
| 14  | Virtual Dream – Piotr Łój                   | 960                          | Sekielski Brothers Studio                | 23 000                                   |
| 13  | Radio Naukowe – podcast Karoliny Głowackiej | 960                          | Studio Accantus                          | 22 000                                   |